# Gülyabani
Gülyabani — второй студийный альбом турецкой певицы Айлин Аслым, релиз которого состоялся в апреле 2005 года.

## Об альбоме
Gülyabani выпущен под именем Aylin Aslım ve Tayfası. По сравнению с первым, он был более поп-роковым, имел некоторые этнические следы и стал популярнее первого. После выхода альбома Айлин выступала с концертами по всей Турции около 3 лет.

## Список композиций
- Gülyabani Intro
- Gülyabani
- Ben Kalender Meşrebim
- Böyledir Bu İşler
- Kayıp Kızlar
- Sokak İnsanları
- Olduğun Gibi
- Hadi Buyur
- Güldünya
- Ahh
- Gelinlik Sarhoşluğu (Bana Ne)
- Beyoğlu Kimin Oğlu

## Клипы
| Название              | Видеоряд | Дата выхода     |
| --------------------- | -------- | --------------- |
| Gülyabani             |          | 30 августа 2005 |
| Ben Kalender Meşrebim |          | 2 мая 2005      |
| Ahh                   |          | 5 июня 2006     |

## Участники записи
- Айлин Аслым (Aylin Aslım) — вокал, тексты, музыка
- Sunay Özgür — музыка, гитара, бас, e-bow, бэк-вокал, аранжировка
- Ayça Sarıgül — бас
- Ayşe Özgümüş — гитара
- Volkan Öktem — ударные
- Mehmet Çelik — trampet, флюгельгорн
- Doğan Akyan — тромбон, бас
- Özkan Uğur — бэк-вокал
- Erdem Yener — бэк-вокал, гитара, текст и музыка (Ahh)
- Ayben — рэп-текст и вокал (Gelinlik Sarhoşluğu (Bana Ne)
- Murat Pazar — гитара, бас
- Kedi (Sunay Özgür, Ender Akay, Tanju Eren) — продюсеры
- Ender Akay — запись, микс
- Çağlar Türkmen — мастеринг
- Nazif Topçuoğlu — фотографии